# Uroflowmetria
Uroflowmetria (UFM, UFL) – badanie tempa przepływu moczu przez cewkę moczową podczas mikcji. Służy do zobrazowania naturalnej mikcji pacjenta w postaci wykresu, a głównym celem badania jest wykrycie przeszkody podpęcherzowej w sposób nieinwazyjny. Technika badania została opisana przez Amerykanina Willarda M. Drakea juniora w 1948 roku. 
Badanie polega na oddaniu moczu do urządzenia mierzącego prędkość wypływu moczu z cewki moczowej. Jest częścią badania urodynamicznego i dotyczy fazy opróżniania pęcherza. Uroflowmetr umożliwia obliczenie maksymalnego i średniego przepływu cewkowego, czasu mikcji, objętości moczu wydalonego, a ponadto obrazuje krzywą mikcji w czasie.

## Graficzne wzory przepływu cewkowego
Krzywe przepływu mogą przyjmować różne kształty, często charakterystyczne dla danego schorzenia. 

### Przepływ normalny
W zdrowej populacji obserwuje się duże różnice w kształcie krzywych przepływu, ale u jednego pacjenta zazwyczaj są one powtarzalne. Nie ma jednoznacznej normy wartości Qmax, ale wiadomo, że obniża się ona z wiekiem i ilością oddanego moczu. U mężczyzn przed 40 r.ż. notuje się zazwyczaj Qmax powyżej 25 ml/s. U kobiet Qmax jest o 5–10 ml/s wyższy niż u mężczyzn przy podobnej ilości oddanego moczu. Pacjenci z przeszkodą podpęcherzową kompensowaną wyższym ciśnieniem mikcji mogą mieć normalny przepływ.

### Przepływ obniżony
Krzywa obrazująca obniżony przepływ jest najczęściej obserwowanym nieprawidłowym wykresem. Charakteryzuje się obniżonym Qmax i wydłużonym czasem przepływu, krzywa jest spłaszczona. Istotnie obniżony Qmax (poniżej 15 ml/s) nie pozwala rozróżnić przeszkody podpęcherzowej od osłabionej kurczliwości wypieracza. W takiej sytuacji badanie urodynamiczne z testem ciśnieniowo-przepływowym może pomóc w rozpoznaniu choroby. Mimo ograniczeń Qmax pozostaje najlepszym nieinwazyjnym testem wstępnego wykrycia przeszkody podpęcherzowej. Może być także przydatny podczas kwalifikacji do leczenia operacyjnego.  

### Płaska krzywa przepływu
Wydłużony czas przepływu z niskim przepływem maksymalnym są charakterystyczne dla zwężenia w obrębie dolnych dróg moczowych. Podobny wynik uzyskuje się u pacjentów z nietrzymaniem moczu po prostatektomii radykalnej. Należy wówczas podejrzewać zwężenie zespolenia pęcherzowo-cewkowego.

### Przepływ nieregularny
Przepływ nieregularny jest  stwierdzany u pacjentów z przeszkodą pod pęcherzową, którzy wspomagają mikcję tłocznią brzuszną, jak również u pacjentów z osłabioną kurczliwością wypieracza.  

### Przepływ w kształcie zębów piły
Często jest patognomoniczny dla dyssynergii wypieraczowo-zwieraczowej. Taki wykres skłania do pilnej pełnej oceny urodynamicznej celem wykrycia wysokich ciśnień pęcherzowych, groźnych dla górnych dróg moczowych.

### Szybka mikcja
Obserwowana u pacjentów po operacji przeszkody podpęcherzowej, z obniżonym oporem cewkowym (np. dysfunkcja zwieracza wewnętrznego cewki moczowej) lub nadreaktywnością wypieracza. Może być uznana za prawidłową u pacjentów nie prezentujących innych objawów.  

## Interpretacja wyników
Maksymalny przepływ cewkowy (Qmax) ponad 25 ml/s praktycznie wyklucza istnienie przeszkody podpęcherzowej (pp), natomiast niższy niż 15 ml/s, a zwłaszcza niż 5 ml/s świadczy o znamiennie osłabionym strumieniu moczu i dużym podejrzeniu pp. Qmax poniżej 5 ml/s u pacjentów leczonych farmakologicznie jest często powodem kwalifikowania ich do zabiegowego leczenia BPH. 
Ponieważ siła strumienia zależy zarówno od wielkości przeszkody podpęcherzowej, jak i siły wypieracza, badanie to nie daje pewnej odpowiedzi co do obecności przeszkody.
Prawidłowa interpretacja wyniku przepływu cewkowego wymaga więcej niż jednego pomiaru, gdyż jeden wynik może być niemiarodajny. Objętość mikcji podczas badania powinna być większa niż 150 ml.